# Stazione di Miglio d'Oro
La stazione di Miglio d'Oro è una stazione della ferrovia Circumvesuviana, sita nel comune di Ercolano.
Si trova sulla ferrovia Napoli-Pompei-Poggiomarino.
La stazione, originariamente denominata "Via Doglie", si trova in prossimità del Miglio d'oro ed è poco distante dal parco archeologico di Ercolano.

## Dati ferroviari

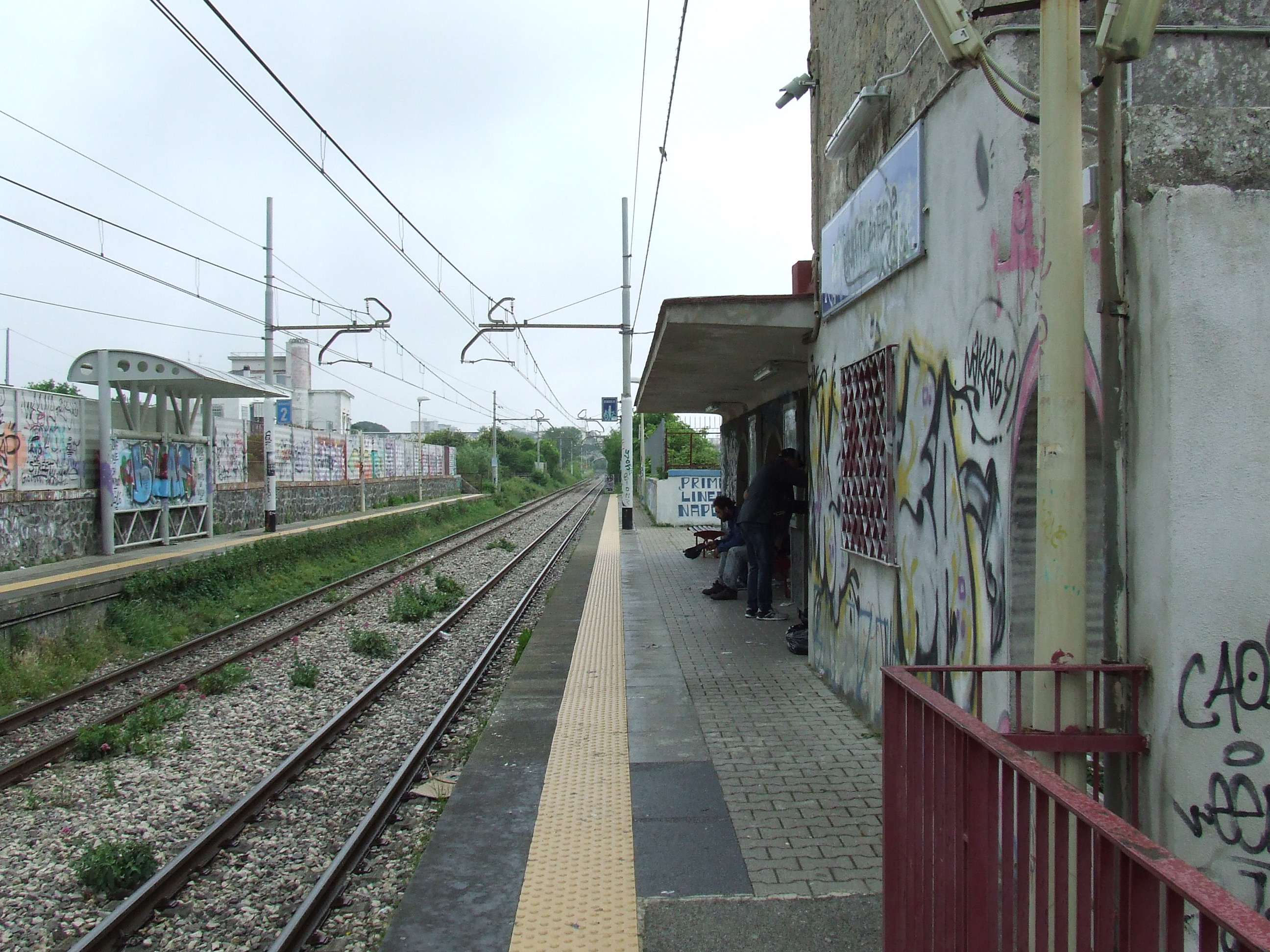
Area banchine

Attivata nel 1948, la stazione dispone di un fabbricato viaggiatori, al cui interno erano state ricavate una biglietteria ed una piccola sala d'attesa, dalla cui chiusura non vi è più alcun servizio per gli utenti.
I binari sono due e passanti; l'accesso alle due banchine è consentito tramite due scalinate che si originano direttamente dalla strada.
Non vi è scalo merci.

## Movimento
Il traffico passeggeri è composto principalmente da pendolari; vi fermano tutti i treni accelerati che percorrono la linea Napoli-Pompei-Poggiomarino, oltre ai convogli con corse limitate a Torre del Greco e Torre Annunziata.